# Selwyn Havelock Watson Porter
Selwyn Havelock Watson Porter, avstralski general, * 23. februar 1905, † 9. oktober 1963.